# Franzi

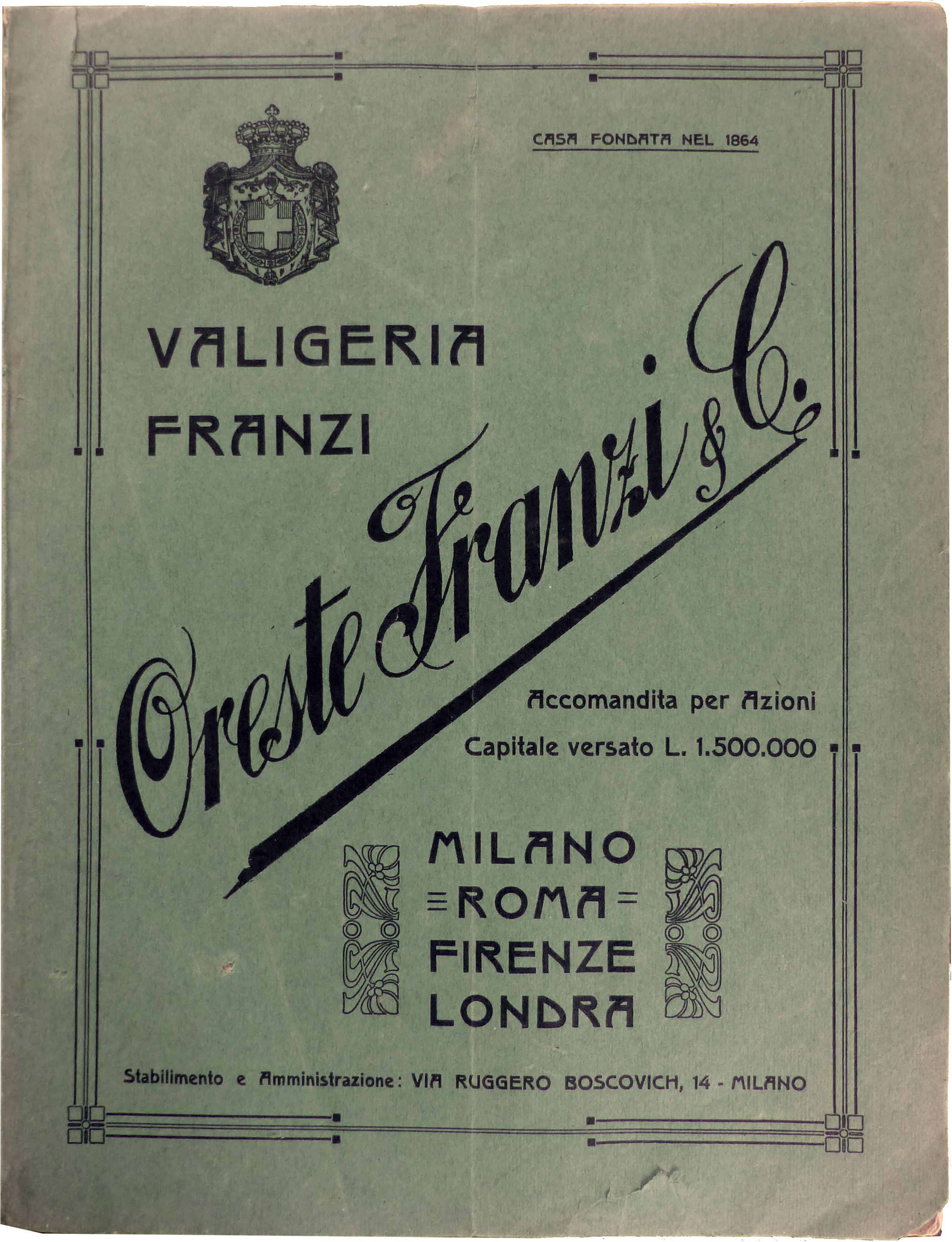
Copertina catalogo "Valigeria Franzi" - 1909

Franzi è un'azienda italiana operante nella produzione di accessori di lusso in pelle, fondata a Milano nel 1864.

## Storia

### Le origini
La storia del marchio Franzi inizia nell'anno 1840, quando Rocco Franzi si stabilisce a Milano, dove avvia una piccola impresa specializzata nella creazione di borse e valigie, nelle vicinanze del Duomo.
Gli anni della prima rivoluzione industriale in Europa vedono l'affermarsi della borghesia e un importante sviluppo dei viaggi, sia per scopi turistici che di lavoro. Negli stessi anni si rafforza la rete ferroviaria e si moltiplicano i viaggi sui transatlantici, contribuendo a un aumento della richiesta di bauli e valigie.
Nel 1864, Felice Franzi, il figlio di Rocco, fonda ufficialmente in Via Manzoni la Valigeria Franzi, che si prefigge di garantire un alto livello di qualità dei materiali, raffinate lavorazioni artigianali e solide strutture per resistere ai lunghi viaggi. La rapida crescita dell'attività spinge Felice ad aprire un vero e proprio stabilimento, non solo per la produzione di valigie e bauli, ma per ogni genere di pelletteria.
Al fine di studiare nuovi criteri di fabbricazione, Felice investe in macchinari d'avanguardia e in manodopera specializzata: maestri pellettieri vengono assunti da Austria e Francia per formare artigiani locali e raggiungere standard di qualità sempre più elevati. Tra gli altri anche Guccio Gucci, fondatore dell'omonimo marchio, apprenderà come selezionare, tingere e confezionare pelli pregiate proprio presso lo stabilimento Franzi. Sarà lo stesso Guccio che affiggerà sull'insegna del suo primo negozio a Firenze la dicitura "Guccio Gucci (già impiegato della valigeria Franzi)".

### Il rapporto con l'aristocrazia e l'espansione europea
Nel 1877, Franzi viene nominato Cavaliere della Corona d'Italia e nel 1878 Ufficiale della Corona d'Italia, portando così la «Premiata Ditta Franzi» a servire le Reali Case di Sua Maestà Vittorio Emanuele II, Sua Maestà Reale il Principe Umberto, Umberto I, la Regina Margherita, il Principe Reale di Napoli, Sua Maestà Reale il Duca d'Aosta, il Conte di Torino e il Duca degli Abruzzi. I Savoia accordano a Franzi l'utilizzo della Corona della Casa Reale. Nello stesso periodo la Valigeria Franzi diventa fornitore ufficiale della Reale Casa D'Austria, del Re di Grecia e del Re d'Egitto (il Chedivè). 

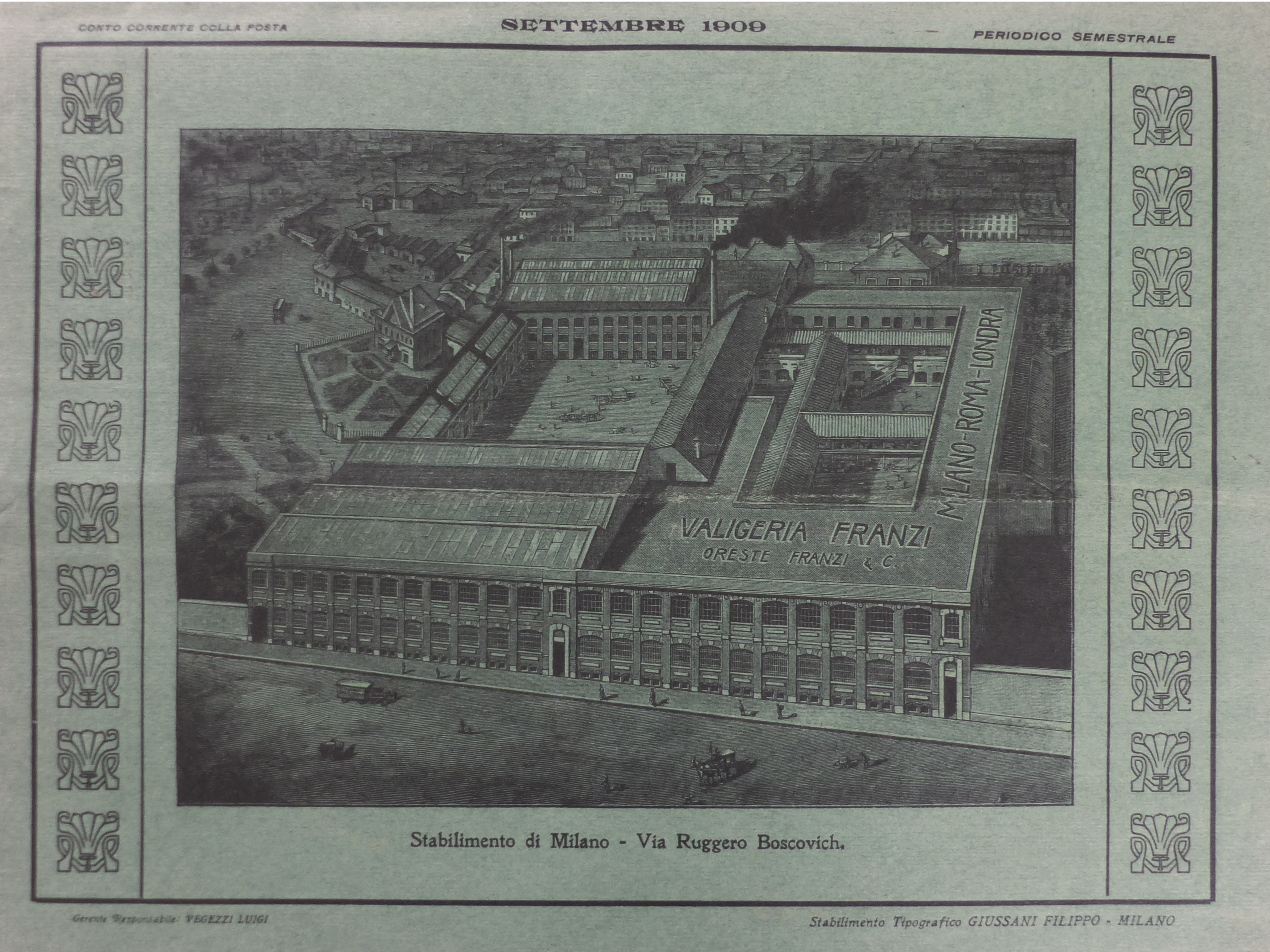
Stabilimento di Via Boscovich - 1909 Milano

Il catalogo dei prodotti offerti da Franzi nei primi anni del 1900 spazia dalle valigie e dai bauli, alle borse e trousse da toilette con contenitori su misura in vetro, argento e smalto, fino a borsette per signora, piccola pelletteria, collari per cani, coltellini tascabili, orologi, rasoi e altri accessori in pelle e metalli preziosi dedicati al viaggio.
Franzi partecipa a diverse Esposizioni Nazionali e Internazionali ricevendo medaglie e riconoscimenti. In particolare nell'Esposizione di Parigi del 1900, il marchio riceve una medaglia d'oro e una d'argento.
Nel 1905, dopo il successo ottenuto a Milano, seguono le aperture dei negozi di Roma, Genova, Londra e Vienna. Con l'apertura del negozio di Londra, Franzi annovera tra i suoi clienti anche la famiglia reale di Gran Bretagna.

### Oreste Franzi e l'Oriente
A cavallo tra i due secoli, il figlio di Felice, Oreste, prende le redini della società di famiglia. Grazie ai suoi viaggi in Asia e ai soggiorni in Cina e Giappone Oreste scopre innovative tecniche di carpenteria e di concia della pelle che importerà in Italia. Le conoscenze acquisite nei viaggi all'estero vengono messe a frutto quando nel 1912 Oreste fonda la Conceria Monzese, che diviene uno dei primi stabilimenti industriali in Europa a produrre cuoio trattato con agenti di origine vegetale (concia vegetale).

### Il "Cuoio Franzi" e l'espansione commerciale[6]
Franzi sviluppa nuovi processi per la realizzazione dei propri pellami affidandosi all'utilizzo di additivi ricercati in tutto il mondo quali estratti di noce, mimosa e quebracho rosso. Questi ingredienti conferiscono alla pelle una maggiore morbidezza al tatto, aumentandone la resistenza, e permettono di ottenere sfumature di colore più vive e durevoli. La società Franzi diviene nota a livello mondiale anche in quanto creatrice del "Cuoio Franzi" (detto "Franzino"), un tipo di cuoio contraddistinto da una particolare trama e usato da molti produttori di accessori nel mondo. "Cuoio Franzi" e "Franzi" sono entrambi marchi registrati.
Il "Cuoio Franzi" viene usato sia per la confezione di accessori che in altri settori quali quello automobilistico e del design. Il Cuoio Franzi viene utilizzato per gli interni di treni di lusso e di transatlantici dell'epoca quali il Raffaello e il Michelangelo.
La rete di vendita viene rafforzata in Italia con l'apertura di nuovi negozi a Firenze e Napoli.
Nel 1926 Oreste Franzi costituisce la "Società Anonima Fabbrica Italiana Bottiglie Isolanti", che tramite il marchio Thermax iniziò a commercializzare i primi Thermos in Italia. Questi vennero utilizzati da Umberto Nobile nella sua spedizione sul dirigibile Norge  al Polo Nord
Come già accaduto al padre, nel 1933 Oreste viene insignito del titolo di Cavaliere del Lavoro.

### La Seconda Guerra Mondiale e la Ricostruzione
Nel 1943 la Seconda Guerra Mondiale infligge un duro colpo alla Società Franzi quando la fabbrica milanese viene rasa al suolo.
Negli anni della Ricostruzione, con il progressivo risveglio economico e l'affermarsi del design italiano, riprendono i consumi. Franzi lavora in modo sempre più stretto con l'industria automobilistica e del design. Il marchio stabilisce collaborazioni con lo Studio De Padova, che utilizza i pellami Franzi per la realizzazione di alcuni degli oggetti ideati dai suoi designer.
Nel 1967, su progetto dell'architetto e designer Cini Boeri, nasce una nuova valigia da lavoro. Il modello, che prende il nome di "ABS", viene fabbricato in resina sintetica con un rivestimento in pelle all'interno. L'"ABS" è esposta al Museo d'arte Moderna di New York e alla Triennale di Milano.
Lo stesso periodo vede l'affermazione del design nell'industria automobilistica e nomi quali Pinin Farina e Bertone utilizzano il "Cuoio Franzi" per rivestire gli interni di diversi modelli Maserati e Ferrari, come la Ferrari 330 GTs.

### Gli anni '80 -'90 e il progressivo rallentamento delle attività commerciali
L'attività commerciale del marchio Franzi rallenta progressivamente negli anni '80 e '90 a vantaggio dell'attività come produttore di pellami e della confezione per conto terzi. La famiglia cede il marchio, ormai praticamente inattivo, nei primi anni del terzo millennio.

## Riconoscimenti
| Anno | Luogo     | Esposizione                | Onorificenze                                                         |
| ---- | --------- | -------------------------- | -------------------------------------------------------------------- |
| 1871 | Milano    | Esposizione Nazionale      | Medaglia di bronzo al merito                                         |
| 1873 | Vienna    | Esposizione Mondiale       | Medaglia al merito                                                   |
| 1877 | Pavia     | Esposizione Nazionale      | Diploma di I° grado                                                  |
| 1878 | Parigi    | Esposizione Universale     | Medaglia d'argento                                                   |
| 1879 | Monza     | Esposizione Nazionale      | Diploma d'onore con Medaglia d'oro                                   |
| 1881 | Melbourne | Esposizione Universale     | Medaglia d'argento                                                   |
| 1881 | Milano    | Esposizione Universale     | Medaglia d'oro                                                       |
| 1884 | Torino    | Esposizione Universale     | Diploma di 1.° grado                                                 |
| 1888 | Londra    | Esposizione Italiana       | Diploma d'onore                                                      |
| 1894 | Milano    | Esposizioni Riunite        | Diploma d'onore                                                      |
| 1900 | Parigi    | Esposizione Mondiale       | Medaglia d'oro Medaglia d'argento di collaborazione al Capo-Fabbrica |
| 1906 | Milano    | Esposizione Mondiale       | Gran Premio Quattro Medaglie d'oro                                   |
| 1911 | Torino    | Esposizione Internazionale | Gran Premio Due Medaglie d'oro                                       |